# Caroline Molinari (ginasta)
Caroline Molinari (Curitiba, 13 de outubro de 1986) é uma ex-ginasta brasileira, que competiu em provas de ginástica artística.
Molinari representou a equipe brasileira que disputou os Jogos Olímpicos de Atenas, em 2004, na Grécia. Neles, ao lado de Daniele Hypólito, Camila Comin, Laís Souza, Daiane dos Santos e Ana Paula Rodrigues, conquistou a nona colocação na primeira fase da classificação por equipes. Individualmente, competiu na trave, no qual obteve a 83ª colocação geral. Após sua aposentadoria, Caroline tornou-se assistente da coordenadora da seleção, a ucraniana Iryna Ilyashenko.